# Hoplia asperula
Hoplia asperula är en skalbaggsart som beskrevs av Bates 1887. Hoplia asperula ingår i släktet Hoplia och familjen Melolonthidae. Inga underarter finns listade i Catalogue of Life.